# Міхаель Майнеллі
Міхаель Майнеллі (англ. Michael Mainelli; нар. 19 грудня 1958, Сіетл, США) британський економіст і Альдерман Сітіа (англ. Alderman), Лорд-мер Лондона (2023/24).

## Посилання

Герб Сіті Лондона

## Звання
- — Кавалер англіканського ордена Святого Іоанна (2024)
- — Командор ордена «За заслуги перед Італійською Республікою» (2024).